# Gestore di partizioni

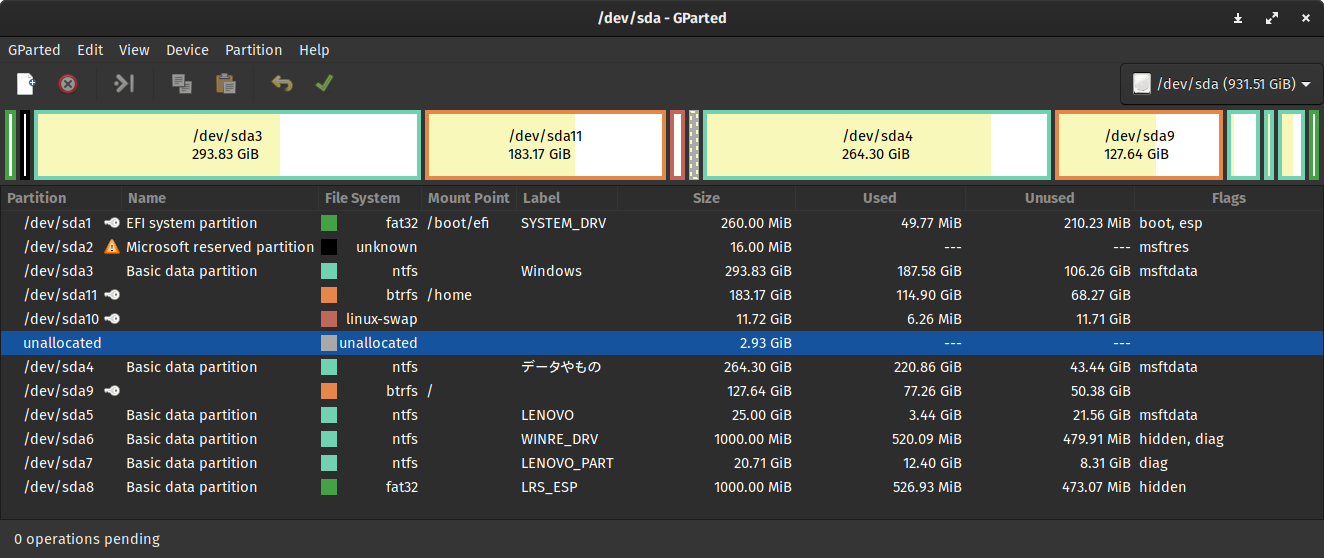
GParted, un popolare gestore di partizioni

Un gestore di partizioni è un tipo di software di utilità progettato per visionare, creare, modificare o cancellare le partizioni di un'unità di memoria fisica (come ad esempio una memoria di massa). Suddividendo un'unità di memoria molto grande in più partizioni, è possible isolare diversi tipi di dati tra loro e consentire la coesistenza di due o più sistemi operativi contemporaneamente. Le caratteristiche e le capacità dei gestori di partizioni sono diverse tra loro, ma in linea generale possono creare diverse partizioni su un disco o una partizione contigua su più dischi, a discrezione dell'utente. Inoltre possono ridurre le dimensioni di una partizione per crearne di altre, oppure cancellarne una ed espandere una partizione adiacente nello spazio disponibile.